# Меморијално такмичење за најбоље младе композиторе „Андрија Чикић“
Меморијално такмичење за најбоље младе композиторе „Андрија Чикић“ јесте такмичење које се одржава у сећање на младог пијанисту и композитора Андрију Чикића.

## Андрија Чикић
Андрија Чикић је рођен 5. марта 2009. године у Београду. Клавир је свирао од 6. године. Добитник је више првих награда на националним и међународним музичким такмичењима, као и добитник специјалне награде за извођење композиције Burgmuller Etude D-dur 2019. године. Наступао је на више концерата и учествовао на међународном такмичењу Virtuoz V4 у Мађарској. Био је члан националног жирија који је оцењивао извођаче на Дечјој песми Евровизије, одржаној 2020. године.
Страдао је 2023. године, био један од убијених ученика у ООШ „Владислав Рибникар“. Покушао је да заустави убицу и друга К.К, који је у њега испалио шест метака.

## Такмичење
Младић Алекса Илић покренуо је петицију да оснује ово такмичење и да се награда младим пијанистима назове по дечаку Андрији Чикићу. Петицију је потписало преко 50.000 људи, Министарство културе прихватило је предлог, а организацију конкурса преузела је Коларчева фондација. Под покровитељством Министарства културе Републике Србије, Задужбина Илије М. Коларца расписала је конкурс за композиције, које компонују деца узраста од 10 до 18 година.
Прво финале Меморијалног такмичења за младе композиторе „Андрија Чикић“ одржано је 14. новембра 2023. године. У категорији од 10 до 14 година, прву награду је добио Марко Живковић за композицију На крилима. У категорији од 14 до 18 година, лауреат је Миа Јанковић за композицију Одлазак. Првопласиранима су уручене плакете и новчане награде у вредности од 100.000 динара. Финалне вечери изведена је и Андријина композиција Емоције, у аранжману композиторке Ане Крстајић.